# Danny Kladis
Danny Kladis (10 februari 1917 - 26 april 2009) was een Amerikaans Formule 1-coureur. Hij reed tussen 1950 en 1957 6 Indianapolis 500's, maar scoorde hierin geen punten. Hij was bij zijn dood de oudste levende Indy 500-coureur.